# Chihuahua (stan)
Chihuahuaⓘ (hiszp. Estado de Chihuahua) – stan na północy Meksyku, na granicy ze Stanami Zjednoczonymi.
Graniczy ze stanami Sonora, Durango oraz Coahuila, a na północy z amerykańskim stanami: Nowy Meksyk i Teksas. Jest największym stanem pod względem powierzchni i z gęstością zaludnienia 15,1 mieszk./km² należy do najsłabiej zaludnionych stanów w Meksyku. 

## Podział administracyjny
Stolicą stanu jest miasto Chihuahua. Stan dzieli się na 67 gmin (hiszp. municipios).

## Historia
W momencie przybycia Hiszpanów do Meksyku Chihuahua była zamieszkana przez ponad sto różnych plemion indiańskich. Wśród znajdowali się m.in. Tarahumarowie, Apacze, Komanczowie i Guarojío. Pierwszym Hiszpanem, który przybył w ten rejon był Álvar Núñez Cabeza de Vaca, który ze swoją ekspedycją przemierzył obszar od Florydy do obecnego meksykańskiego stanu Sinaloa.
Pierwsze stałe hiszpańskie osiedla pojawiły się tu w XVI stuleciu. Były to głównie wielkoobszarowe hacjendy i ośrodki górnicze. Swoją działalność prowadzili na tym obszarze także franciszkanie, którzy w XVI wieku zakładali tutaj swoje misje. W 1598 r. powstały wojskowe strażnice w El Paso i Ciudad Juárez. W okresie XVI wieku Chihuahua była rzadko zaludnionym przez Hiszpanów regionem a ich kontrola nad nią była raczej iluzoryczna.
XVII stulecie przyniosło do regionu wzrost aktywności gospodarczej kolonizatorów co było spowodowane głównie rozwojem górnictwa. Efektem tego były liczne powstania indiańskie. Rosło także napięcie pomiędzy właścicielami hacjend a górnikami, którzy chcieli wykorzystywać Indian do pracy w kopalniach. Aktywna działalność prowadził Kościół katolicki dążący do nawrócenia lokalnych plemion na chrześcijaństwo.
W wojnie o niepodległość Meksyku właściciele ziemscy oraz posiadacze kopalń wsparli Koronę Hiszpańską. Wraz z uzyskaniem suwerenności i ogłoszeniem tzw. Planu z Iguala, który zachowywał przywileje kreolskich posiadaczy ziemskich przedstawiciele Chihuahua zdecydowali się przystąpić do federacji stanów meksykańskich. W 1821 r. od Chihuahua odłączyło się Durango, z którego utworzono nową prowincję. Chihuahua uzyskała status stanu w 1824 r. Pierwsza konstytucja stanowa została przyjęta w 1825 r.
Po uzyskaniu suwerenności przez Meksyk na terytorium Chihuahua rozgorzała wojna etniczna pomiędzy "białymi" a indiańskimi plemionami: Komanczów i Apaczów. W wyniku wyjątkowo krwawych starć społeczność indiańska została niemal całkowicie wyparta ze swego terytorium. Po uzyskaniu niepodległości przez Teksas Chihuahua sprzeciwiała się jego przyłączeniu do Stanów Zjednoczonych. Jednak ostatecznie obszar Teksasu traktowany wcześniej jako część Coahuila został oficjalnie anektowany przez USA na mocy postanowień traktatu pokojowego w Guadalupe Hidalgo z 1848 r., który kończył wojnę amerykańsko-meksykańską. W czasie interwencji francuskiej w Meksyku w latach 60. XIX w. gubernator Chihuahua – Luis Terrazas poczynił znaczące przysługi przywódcy obozu liberałów – Benito Juárezowi, który ostatecznie pokonał Francuzów.
W czasie rewolucji meksykańskiej (1910-1920) terytorium stanu było główną areną walk pomiędzy zwalczającymi się stronnictwami. Działał tu m.in. sławny przywódca rewolucyjny – Francisco Villa (zwany Pancho Villą), który domagał się przeprowadzenia reformy rolnej. Po zakończeniu rewolucji Chihuahua stała się głównym zapleczem PRI – partii, która sprawowała nieomalże jednopartyjne rządy w Meksyku przez kilka dekad aż do lat 90. XX wieku. W stanie tym powstała także pierwsza licząca się siła opozycyjna w stosunku do PRI, była to konserwatywno-liberalna PAN.
Rozwój ekonomiczny stanu od samego początku był nierównomierny. Miasta przy granicy amerykańskiej rozwijały się dosyć pomyślnie natomiast na prowincji panowało ubóstwo. Sytuacja ta w dobie niepokojów społecznych lat 60. doprowadziła do powstania lewicowej guerilli, która działała w części stanu. Grupa występująca pod nazwą Ludowa Grupa Guerilli została rozbita w bitwie z siłami rządowymi w 1965 roku.
W 1992 r. Chihuahua jako pierwszy meksykański stan miała gubernatora, który nie wywodził się z partii PRI. Od 1994 r. wraz z podpisaniem porozumienia o wolnym handlu z Kanadą i z USA Chihuahua wkroczyła na szybszą drogę rozwoju gospodarczego, co jest głównie wynikiem zwiększającego się eksportu i lokowania dużych kapitałów przez inwestorów ze Stanów Zjednoczonych.

## Warunki klimatyczne i geograficzne
W krajobrazie stanu przeważają rozległe wyżyny i pasma górskie (hiszp. sierras). Większość rzek wypływa z zachodu i ma swoje ujścia w Zatoce Kalifornijskiej, najważniejsze z nich to m.in.: Papigochic, Urique, Batopilas i Basasseachi. Wzdłuż granicy z Teksasem przepływa Rio Bravo, które ma ujście w Zatoce Meksykańskiej.
Klimat ma charakter suchy lub półsuchy, mimo tego występują tu regularne ale niskie opady. Średnia roczna temperatur wynosi 20 °C. Średnia opadów sięga natomiast od 221 do 1,023 mm.
Na wyżynach spotyka się taką roślinność jak: lechuguilla (wiecznie zielony sukulent), mesquite (rodzaj pustynnego krzewu), guayule (mała kauczukodajna roślina półpustynna) i ocotillo (rodzaj sukulentów z czerwonymi kwiatami). Z fauny zwierzęcej można wymienić: króliki, jaszczurki, wiewiórki, skunksy i jeżozwierze.
W górach roślinność stanowią głównie: sosny, jodły i topole. Zamieszkują je takie zwierzęta jak: niedźwiedzie, sowy, jelenie; występuje tu także ok. 300 gatunków ptaków.

## Gospodarka
Dawniej podstawą gospodarki stanu była hodowla bydła i przemysł drzewny, obecnie stanowią one jednak nieco 10% całego PKB Chihuahuay. W ostatnich latach na dużą skalę rozwinęły się fabryki zakładane przez inwestorów zagranicznych (tzw. maquiladoras), w których wytwarza się głównie  elektronikę, części do samochodów i tekstylia. Obecnie znajduje się tu 350 różnego typu zakładów produkcyjnych (są takie firmy jak chociażby: JVC, Toshiba czy Honeywell). Przemysł wytwórczy daje 23% całego dochodu stanu. Znajdują się tutaj także liczne zakłady piwowarskie. Ważne źródło dochodów mieszkańców stanu stanowi także turystyka.
Pomimo swojego suchego klimatu Chihuahua jest także ważnym ośrodkiem rolniczym. Uprawia się tu m.in. trzcinę cukrową, ziemniaki, kukurydzę, orzeszki ziemne. W lepiej nawodnionych dolinach dojrzewają brzoskwinie i melony. Chihuahua od zawsze była ważnym rejonem hodowli bydła, jest także znaczącym producentem mleka i wyrobów mlecznych.
Górnictwo również jest ważną częścią gospodarki. Wydobywa się tu głównie złoto i srebro a także ołów i cynk.

## Galeria

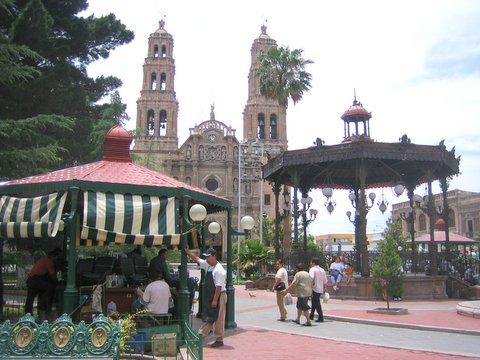
Katedra w mieście Chihuahua.
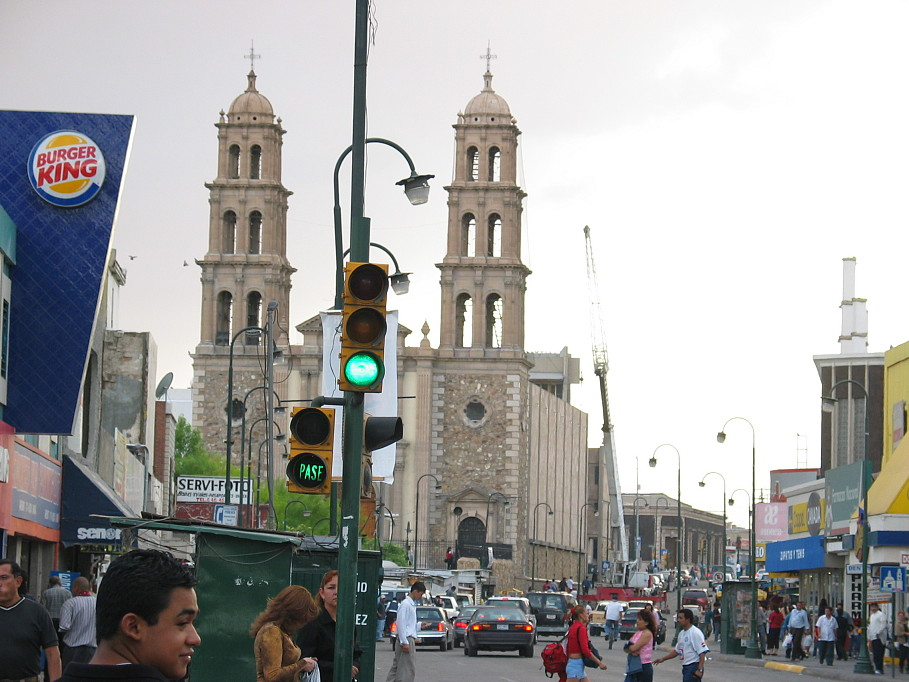
Ciudad Juarez
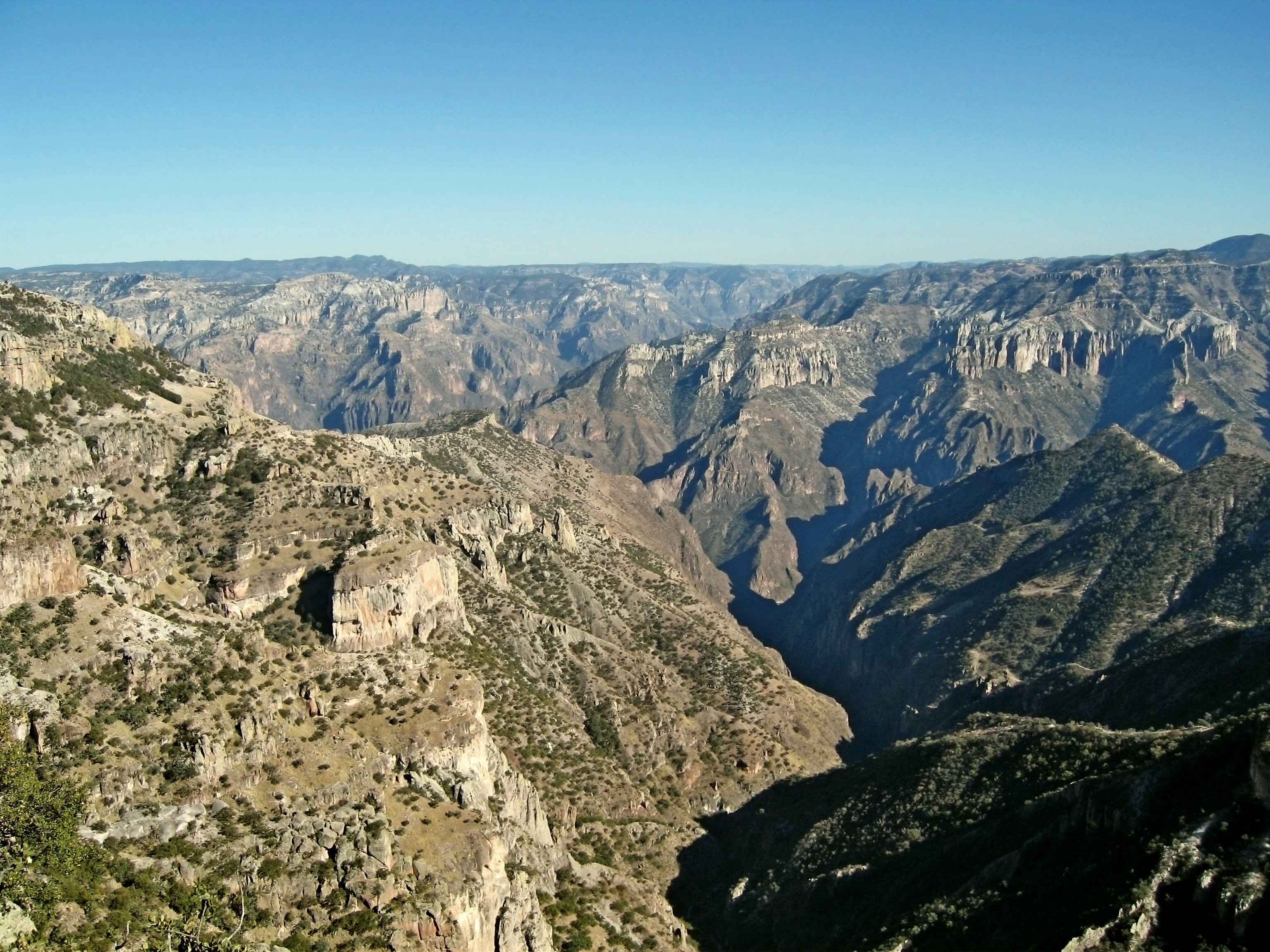
Barranca del Cobre